# Alessandro Attene
Alessandro Attene (ur. 10 września 1977 w Recanati) – włoski lekkoatleta, sprinter.
Medalista Młodzieżowych Mistrzostw Europy (1997), Letniej Uniwersjady (1999) oraz Igrzysk Śródziemnomorskich (2005). Trzykrotny mistrz Włoch w biegu na 200 metrów. Uczestnik Letnich Igrzysk Olimpijskich (Sydney 2000) w biegu na 400 metrów.

## Osiągnięcia
- Młodzieżowe Mistrzostwa Europy, Turku 1997
  - srebrny medal – bieg na 200 m
- Letnia Uniwersjada, Palma de Mallorca 1999
  - brązowy medal – sztafeta 4 × 100 m
- Igrzyska Śródziemnomorskie, Almeria 2005
  - złoty medal – sztafeta 4 × 100 m
  - srebrny medal – bieg na 200 m
- Mistrzostwa Włoch[2]
  - złoty medal – bieg na 200 m (2004)
- Halowe Mistrzostwa Włoch[3]
  - 2 złote medale – bieg na 200 m (2001, 2002)

## Rekordy życiowe
- bieg na 60 metrów
  - hala – 6,91 (1999)
- bieg na 100 metrów
  - stadion – 10,48 (2005)
- bieg na 200 metrów
  - stadion – 20,57 (1997)
  - hala – 20,87 (2002)
- bieg na 400 metrów
  - stadion – 45,35 (2000)
  - hala – 51,06 (1998)